# John Peter
Victor John "V. J." Peter, född 19 juni 1937 i Madras, död 30 juni 1998 i Madras, var en indisk landhockeyspelare.
Peter blev olympisk guldmedaljör i landhockey vid sommarspelen 1964 i Tokyo.